# Alicia Rhodes
Alicia Rhodes (Manchester, 8 settembre 1978) è un'ex attrice pornografica britannica, che ha lavorato soprattutto negli Stati Uniti.

## Carriera
Mentre faceva ancora la parrucchiera, tentò di diventare una "ragazza della terza pagina", ma venne respinta in quanto "troppo grassa". In seguito entrò nel cinema per adulti. Attrice con grossi seni naturali, all'inizio della carriera è apparsa in scene bukkake (nella serie della Candy Caine Productions British Bukkake Babes). Ha posato per Hustler e ha interpretato un film per Fiona Cooper, in cui ha usato il suo vero nome, Angela.
La Rhodes è apparsa come ospite in talk show televisivi, come It's My Life nel Regno Unito e Wa(h)re Liebe in Germania. Ha fatto la sua apparizione anche in tre episodi del documentario inglese Porn Valley.
Nel 2006 ha avuto un bambino. Si è ritirata nel 2013 .

## Premi
- 2004 - BGAFD Award for Best Female